# Андраста
Андраста, согласно римскому историку Диону Кассию, была кельтской богиней победы, которую часто изображали мчащейся на боевой колеснице.
Предполагается, что имя Andraste восходит к эпитету «непобедимая».
Её также часто называли богиней женщин-воительниц. Дион Кассий пишет, что именно к этой богине взывала королева иценов Боудикка, которая в 60-х годах н. э. подняла крупнейшее восстание против римской оккупации Британии.
Имя Андрасты не упоминается в других контекстах, однако Дион Кассий кроме Андрасты, которой поклонялись бритты, упоминает в том же тексте и в связи с восстанием Боудикки богиню войны Андарту или Андату, которой поклонялось другое кельтское племя — галлы. Возможно, что ицены таким образом приспособили похожее божество для местного почитания. В свою очередь Андарту связывают с богиней Арито, которой поклонялись галлы в том же регионе, что и Андарте, на юге Франции и в окрестностях современного Берна в Швейцарии. Кельтское слово artos обозначает медведя (возможно, Анд-арта следует интерпертировать как сильный, мощный медведь) и сохранились изображения богини и медведя галло-римского периода с надписями, посвященными Артио (Deae Artioni). По-видимому и Андрасте и Андате поклонялись в священной роще. Возможны, однако, и отличия:  если с Андрастой ассоциируется заяц (у Кассия описано гадание Боудикки по направлению бега выпущенного зайца перед обращением к Андрасте), то с Андартой и Аритой ассоциируют медведя. Также Дион Кассий упоминает, что бритты при восстании Боудикки пленных не брали, а благородных, особенно женщин, убивали жестокими способами, принося их в жертву богине Андрасте.